# Mileniu (roman)
Mileniu (titlu original Millennium) este un roman science fiction al scriitorului John Varley, apărut în 1983. Varley a transformat ulterior cartea într-un scenariu pentru filmul omonim din 1989. Atât cartea cât și filmul având la bază povestirea "Air Raid", pe care Varley a publicat-o în 1977.

## Cadrul acțiunii
În romanul Mileniu este prezentat stadiul de poluare extremă la care a ajuns Pământul după mii de ani de războaie de toate felurile, dintre care se remarcă nouăsprezece războaie nucleare. Baza genetică a omenirii a fost afectată iremediabil, puținii reprezentanți ai rasei care mai supraviețuiesc în acele timpuri fiind obligați să călătorească în trecut, să adune oameni sănătoși și să îi trimită pe planete necontaminate pentru a reconstrui civilizația.
Călătorii temporali pot răpi doar oameni care nu vor afecta linia timpului: cei care au dispărut fără urmă sau au murit fără a fi văzuți de cineva. În caz contrar, ar avea loc o modificare a trecutului care ar implica apariția paradoxurilor temporale, putând duce chiar la distrugerea întregii linii a timpului. Deși adună orice om care îndeplinește condițiile necesare, eforturile celor din viitor se concentrează mai mult asupra vaselor scufundate și a avioanelor prăbușite, sau a expedițiilor dispărute fără urmă (cum ar fi cea a unui corp de centurioni romani pierdut în deșertul nord-african). Deoarece în urma acestor incidente nu rămân supraviețuitori care să povestească despre răpiri sau care să afecteze evenimentele istorice ulterioare, ei pot înlocui oamenii pe cale de a muri cu cadavre realiste fabricate în viitor.
Romanul prezintă câteva dintre aceste raiduri, inevitabila desconspirare a lor în zilele noastre și dezastrele iminente pe care schimbările din prezent le vor avea asupra evenimentelor ulterioare și a lumii viitorului.

## Intriga
Louise Baltimore conduce "echipa de răpiri" care călătorește în trecut și aduce oameni care, în condițiile istorice normale, au murit. Din cauza poluării masive și a afecțiunilor genetice, Louisei îi lipsește un picior și are nevoie zilnic de tratament medical. Deși e urâtă din cauza bolilor care i-au afectat pielea, ea pare frumoasă datorită "costumului-piele".
Echipa condusă de ea folosește o "Poartă" pentru a se materializa în toaleta avioanelor aflate în zbor. Îmbrăcați în stewardese, membrii ei încep să atragă pasagerii în baie, de unde îi împing în viitor prin Poartă. Când dispariția numeroșilor pasageri atrage suspiciunile celor rămași, aceștia sunt paralizați cu arme speciale și trimiși și ei în viitor.
În timpul unei astfel de operațiuni, echipa este surprinsă în mijlocul unui atac terorist aerian, care duce la moartea unuia dintre membrii ei și la pierderea armei acestuia. Restul echipei își duce misiunea la îndeplinire, înlocuind pasagerii răpiți cu rămâșițe arse de cadavre, care să fie descoperite la locul prăbușirii avionului, dar nu reișește să dea de urma armei pierdute până la momentul în care trebuie să părăsească prezentul, pentru a nu fi uciși în accident.
Ajunsă în timpul ei, Louise află că arma a fost găsită de cei care au investigat prăbușirea, ceea ce creează un paradox temporal. Cu ajutorul mașinăriei numite Big Computer și a ajutorului acesteia, Sherman, ea pune la cale un plan de recuperare a obiectului. Astfel, ea întreprinde o serie de călătorii în trecut, menite să-i distragă atenția conducătorului investigației, Bill Smith. Tentativele eșuează pe rând și, în cele din urmă, Louise este nevoită să-i împărtășească lui Bill adevărul. Continuumul temporal fiind deja iremediabil afectat, îl ia cu ea în viitorul care este deja în pragul distrugerii.
Oamenii viitorului fac un ultim salt prin Poartă, de data asta într-un viitor extrem de îndepărtat, în care vor pune bazele coloniilor noi omeniri, din care va face parte și fiica lui Bill și a Louisei.

### Capitolele cărții
| - Nota autorului - Prolog - 1 - "Detunătura" - 2 - "Voi toți, zombilor..." - 3 - "Să mergem cu toții la Golgota" - 4 - Mașina timpului - 5 - "Faimoase ultime cuvinte" - 6 - "A fost odată ca niciodată" - 7 - Păzitorii timpului - 8 - "Eu și cu mine însămi" - 9 - Fata din umbră - 10 - "Bărbatul care-a venit prea devreme" | - 11 - Iată omul - 12 - Producțiile timpului - 13 - "Pe măsură ce trece timpul" - 14 - "Sărman războinic!" - 15 - "Dobândă cumulativă" - 16 - O noapte de neuitat - 17 - "Când nu ne-am dus să vedem sfârșitul lumii" - 18 - "Twonky" - 19 - De nu s-ar lăsa noaptea - 20 - Tărâmul nopții - Epilog - "Tot timpul din lume" - Prolog - Sfârșitul eternității |

## Lista personajelor
| - Louise Baltimore - șefa unei echipe de răpiri temporale, desemnată să rezolve un paradox care e pe cale să distrugă istoria viitorului - Big Computer - inteligență artificială care coordonează operațiunile din viitor - Sherman - robot mascul proiectat pentru a satisface nevoile sexuale, partener al Louisei, care se dovedește a fi un intermediar al lui Big Computer - Lawrence Larry Calcutta-Benares - operator la consola Comenzii Operațiunilor - Martin Coventry - mergător și lucrător, specialist în teoria temporală - Ali Teheran, Marybeth Brest, Nancy Yokohama, Nenumitul, Peter Phoenix - membrii ai Consiliului | - William Archibald Bill Smith - investigator-șef al dezastrelor aeriene - Tom Stanley - investigator al dezastrelor aeriene și bun prieten cu Bill - C. Gordon Gordy Petcher - membru al Comisiei Naționale de Siguranță și Transporturi - Roger Keane - șefului biroului de serviciu CNST din Los Angeles - Donald Janz - controlor de trafic aerian - Arnold Mayer - fizician mistic a cărui fiică a dispărut într-un accident aviatic |

## Legături cu alte opere
În "Nota autorului" se precizează că majoritatea capitolelor și-au luat numele de la romane și povestiri celebre care au ca temă călătoria în timp.
Printre operele la care se face astfel referire se numără: "Detunătura" de Ray Bradbury, "Voi, zombilor" de Robert A. Heinlein, "Să mergem cu toții la Golgota" de Garry Kilworth, Mașina timpului de H. G. Wells, "A fost odată ca niciodată" de P. Schuyler Miller, Păzitorii timpului de Poul Anderson, "Eu și cu mine însămi" de William Tenn, Fata din umbră de Ray Cummings, "Bărbatul care-a venit prea devreme" de Poul Anderson, Iată omul de Michael Moorcock, Producțiile timpului de John Brunner, "Sărman războinic!" de Brian W. Aldiss, "Dobândă cumulativă" de Mack Reynolds, "Când ne-am dus să vedem Sfârșitul Lumii" de Robert Silverberg, "Twonky" de Henry Kuttner, De nu s-ar lăsa noaptea de L. Sprague de Camp, Tărâmul nopții de William Hope Hodgson, "Tot timpul din lume" de Arthur C. Clarke, Sfârșitul eternității de Isaac Asimov și "Faimoase prime cuvinte" de Harry Harrison.

## Opinii critice
Romanul a fost nominalizat la premiul Philip K. Dick în 1983, precum și la premiile Hugo și Locus în 1984. Publicația Locus l-a caracterizat ca "o aventură temporală cu totul neașteptată".

## Adaptări
În anul 1989 a fost lansat filmul Millennium, o ecranizare a povestirii "Air Raid" din 1977 care a stat și la baza romanului. Scenariul a fost scris de însuși Varley, care a declarat despre această experiență:
„"Prima întâlnire la care am discutat despre Millennium a avut loc în 1979. Am scris scenariul de șase ori, au existat patru regizori diferiți și cu fiecare dintre ei a trebuit să reiau totul de la capăt și să rescriu. Fiecare regizor nou avea ideile lui, din care uneori aveai de câștigat, dar de fiecare dată se pierdea ceva în acest proces, așa încât atunci când s-a ajuns la filmare o mare parte din viziune fusese pierdută."”
Regia i-a fost încredințată în cele din urmă lui Michael Anderson, iar rolurile principale lui Kris Kristofferson și Cheryl Ladd. Filmul a fost considerat unul destul de slab, Rotten Tomatoes acordându-i un rating mediu de 3.1/10.

## Vezi și
- Lista volumelor publicate în Colecția Epsilon Science Fiction
- 1983 în științifico-fantastic